# Запорізька сільська рада (Веселівський район)
| Запорізька сільська рада — адміністративно-територіальна одиниця в Веселівському районі Запорізької області з центром у c. Запоріжжя. Сільраді були підпорядковані населені пункти: - c. Запоріжжя - c. Білівське - c. Братолюбівка Населення — 820 осіб. |

## Склад ради
Рада складалася з 16 депутатів та голови.

## Керівний склад сільської ради
| ПІБ                   | Основні відомості                                                | Дата обрання | Дата звільнення |
| --------------------- | ---------------------------------------------------------------- | ------------ | --------------- |
| Сеник Іван Богданович | Селищний голова, 1969 року народження, освіта вища, безпартійний | 31.10.2010   |                 |

Примітка: таблиця складена за даними джерела